# 쇼비니즘

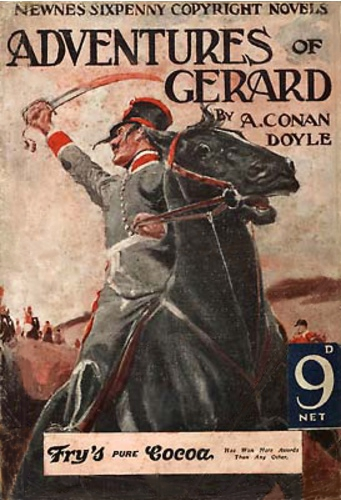

쇼뱅주의(chauvinism) 또는 배외주의는 사회집단의 다른 사회집단에 대한 배척적·적대적 태도 내지 심정을 말한다. 폐쇄주의(문화어: 관문주의)라고도 한다.
배외주의는 폐쇄적인 원시집단에서는 이센셜리즘의 대외적 측면으로서 나타나는 것이지만 다른 집단과의 커뮤니케이션의 증대와 함께 점차로 감소되고, 특히 자본주의적 상품교환경제를 기초로 하는 근대 시민사회에서는 약화되는 경향이 있다. 그러나 이 시민사회는 민족국가에 포섭되고 있기 때문에 애국심이나 울트라 내셔널리즘의 형태로 집단귀속감이 등장한다. 그것과 함께 배외주의적 심정도 완전히 합리화되지 않고, 특히 자본주의에 내재하는 여러 모순의 격화와 제국주의적 단계에의 이행에 수반되어 배외주의적 심정은 내부모순의 은폐 및 대외침략을 위한 이데올로기로서 지배계급에 의하여 동원되기에 이르고 있다. 파시즘이 그 좋은 예이다. 사회주의 정당이 자국의 노동자계급의 이익을 구실로 이것을 사용하는 경우에는 사회배외주의라고 불린다.
쇼비니즘은 그것이 지향하는 집단의식에 따라 남성 쇼비니즘(마초이즘) 또는 여성 쇼비니즘(극단적 페미니즘), 백인 쇼비니즘(백인우월주의) 또는 흑인 쇼비니즘(흑인순혈주의), 황인 쇼비니즘이나 종교 쇼비니즘과 같이 성별, 인종, 민족, 종교 등의 가치를 극단적으로 강조하여 상대에 대한 비이성적인 혐오감을 보이는 특징이 있다. 근대에는 이것이 국민국가적 애국주의와 결부되었고 국가 내부의 대립을 숨긴 대외 침략적인 이데올로기로서 지배계급이 사용하는 일이 많다. 징고이즘과 비슷하며 극단적인 국수주의를 가리키기도 한다.

## 어원
쇼비니즘(Chauvinism)이라는 단어 자체는 사실 「외국 혐오」와 동시에 자국의 우월성을 강조하는 용어로서 「○○지상주의」, 「○○우월주의」에 가까운 용어인데, 예를 들어 남성우월주의를 영어권에서 「메일 쇼비니즘(male chauvinism)」이라 부르는 것이 그 예로서, 나폴레옹 휘하의 병사로 알려진 니콜라 쇼뱅(Nicholas Chauvin, 1780~?)이 제정 몰락 후의 나폴레옹 1세와 그의 전쟁을 찬양한 데서 유래한다. 그는 1798년의 혁명전쟁과 나폴레옹 전쟁에 참전하였으며 열일곱 번이나 부상을 당하였다. 그는 혁명 프랑스에서 보나파르티즘의 인기가 시들었을 때에도 여전히 열열한 나폴레옹의 지지자였으며 그의 옷깃에 나폴레옹의 상징인 제비꽃을 꽂고 다녔다. 많은 작가와 역사가들이 쇼뱅의 영웅담을 퍼트리면서 사람들은 쇼뱅을 실제 인물이라기보다는 전설적인 존재로 받아들이게 되었다. 작가들의 창작에 의해 쇼뱅은 워털루 전투에 나폴레옹의 친위대 일원으로 참전한 것으로 알려지게 되었다. 워털루 전투가 있었을 당시 실제 참전했는지는 불분명하다. 그럼에도 불구하고 쇼뱅은 적군에게 포위된 마지막 친위부대의 일원으로서 적에게 끝까지 대항하였으며 「친위대는 죽을 뿐 항복하지 않는다」라고 외쳤다는 통념이 사회에 퍼졌다.
이로 인해 맹목적인 국민주의에 대해 쇼비니즘이란 표현이 사용되기 시작하였으며, 이후 국가 뿐만 아니라 자신이 속한 그룹에 대한 맹목적인 광신에 대해서도 쇼비니즘이란 말이 쓰이게 되었다. 쇼비니즘이 풍자적인 의미로 사용되기 시작한 것은 "삼색모표(三色帽標) La Cocarde Tricolore"라는 희곡에서 쇼핑을 풍자한 이후이다.

### 유의어
쇼비니즘 즉 배외주의와 관련된 단어로서 제노포비아(xenophobia)가 있는데 「포비아」는 외국 뿐 아니라 외래 인물, 풍습을 혐오 · 배척하는 것을 가리키는 말로서 전근대의 「양이」에 가까운 의미이다. 일반적으로 「쇼비니즘」이라고 할 경우 이 제노포비아가 동의어로 충당한다. 「징고이즘(jingoism)」은 호전적인 배외 · 애국주의를 가리키는 말로 전쟁을 불사하는 자세를 강조한다. 다만 어떤 용어에 해당하는 현상이든 불황기에 강하게 나타난다는 공통적인 경향이 있지만, 호황기에 나타나는 경우도 있다.

## 국민주의적 쇼비니즘
| “ | 쇼비니즘은 국민주의의 분파들 가운데 "국가의 사명"이라는 낡은 이념에 대해 거의 본능적으로 즉각 열광하는 이념이다. ……그들에게 있어서 국가의 사명이란 다른 사람들에게 빛을 주는 것이고 사람들에게 복을 주는 행위이기 때문에 이유를 막론하고 국가의 사명없는 역사는 가치가 없는 것이다. 국익이나 국가적 자긍심이라는 말이 갖는 모호함에도 불구하고 쇼비니즘은 오랫동안 이러한 개념에서 발전없이 집착하고 있으며 진보에서 뒤처진 사람들의 의식속에 여전히 자리잡고 있다. (예를 들어 백인의 짐과 같은 경우를 들 수 있다.) | ” |
|   | — 한나 아렌트 , 〈제국주의, 국민주의, 쇼비니즘〉,《정치학 재고》(1945년) |   |

국민주의적 쇼비니즘은 국수주의라 불리기도 한다. 국민주의적 쇼비니즘은 나라별로 징고이즘(영국)과 조선민족주의 (북조선인민공화국, 대한민국 좌파계열) 등으로 불리기도 한다.

## 같이 보기
- 국수주의
- 인종 차별
- 대한민국